# Vekky
Vekky è un arrondissement del Benin situato nella città di Sô-Ava (dipartimento dell'Atlantico) con 27.146 abitanti (dato 2006).